# 布加迪
布加迪，是法國一家超級跑車車廠，曾生產出世界上最快車，最原始的布加迪品牌已經在二戰後消失，不過戰後此品牌曾經有兩度復興，曾經是大众集团旗下的一個全資品牌，2021年與銳馬克汽車的跑車部門合併。併後股份分佈銳馬克集團55%及保時捷45%，保時捷亦交叉持有銳馬克汽車24%的股份。

## 歷史

### 草創初期

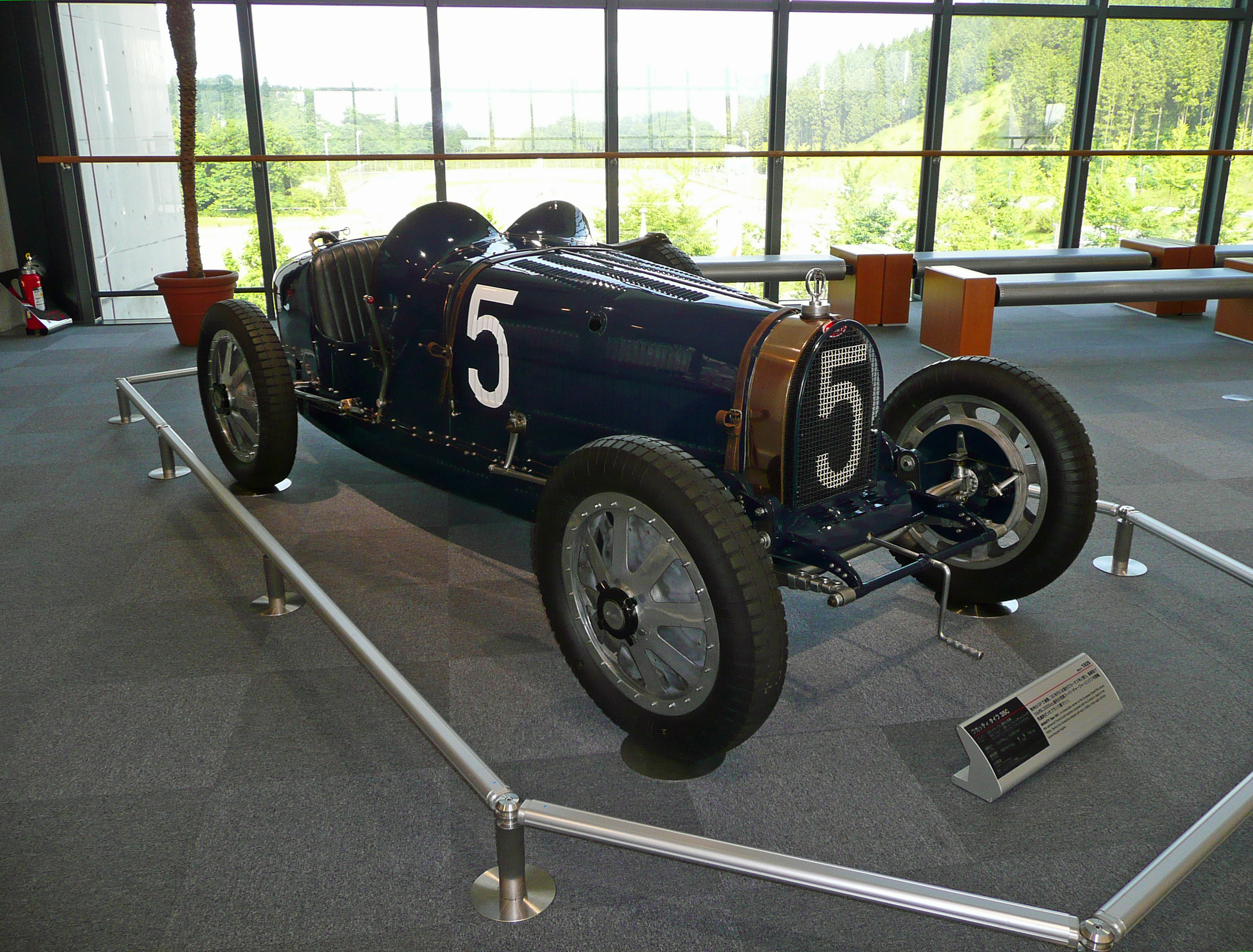
一輛35C型賽車

布加迪創辦人埃托雷·布加蒂出生於意大利，這個以他的姓氏為名的車廠座落在莫尔塞姆；此地位于阿爾薩斯，阿爾薩斯原本是法國的一個省,普法戰爭法國戰敗後被割讓給普魯士，普魯士統一德國後成為德國領土，它在第一次世界大戰前是德國的領土（戰後歸還法國）。這家車廠是以精巧的造車技術出名，其高級汽車的製造更是一流。布加迪是汽車大獎賽（F1的前身）的常勝軍，它們是第一屆摩納哥大獎賽的冠軍。布加迪也是利曼24小時耐久賽的常勝軍，Jean-Pierre Wimille為其二度奪下冠軍而Robert Benoist和Pierre Veyron（日後的Veyron車款就是為了紀念他）也各為布加迪拿下一冠。 
設計
布加迪的車就像是藝術品一般，車輛的引擎全是由手工製造和調校，所有可以輕量化的零件都不放過，布加迪注重車輛的細節與平衡。他形容自己的主要競爭對手賓利是「全球最快的卡車」因為賓利只注重耐久和性能而忽略輕量化。在布加迪的造車哲學中，重量是最大的敵人。
引擎
因為其的外型（當時布加迪的引擎都是直列式的），布加迪被譽為立體派藝術家而他事實上也曾經拜訪過立體派藝術家。很多布加迪引擎在尺碼上並不驚人，但輸出卻極為強勁，而且很多引擎都是每缸三閥的。甚至還有搭載機械增壓的。布加迪在見過哈利·米勒兩台的賽車引擎結構後，取得Miller授權，開始在其車上配置DOHC結構。

### 第一次品牌中興

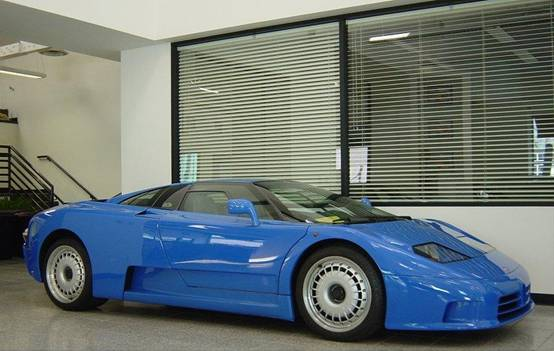
EB 110.

在1987年意大利企業家Romano Artioli買下布加迪的品牌，進而成立Bugatti Automobili SpA。他將工廠設在意大利的Campogalliano鄰近摩德納（此地被稱為超跑原鄉，因為De Tomaso、法拉利、兰博基尼、帕加尼和瑪莎拉蒂都是設廠在此。）
在1989年布加迪的復興計畫由Paolo Stanzani和Marcello Gandini負責，兩位都是兰博基尼的Miura 和Countach的設計師。在1992年第一台做出的量產車名為布加迪EB 110 GT的中置引擎跑車，此車以當代最佳進化科技的超級跑車為號召。此車搭載3.5升V12四渦輪引擎，可輸出552匹馬力，號稱當時最速量產車。
在1993年8月Romano Artioli藉由手上的控股公司ACBN Holdings S.A.從通用汽車手上買下蓮花汽車。當EB 110在北美和歐洲上市時，正是兩地經濟衰退之時，縱使有超強的性能，但昂貴的售價令人卻步，最後公司營運困難，生產線在1995年關閉。當時還計劃生產專為美國市場設計的大型房車EB 112，不過還在研發階段，公司就倒了。

### 第二次品牌中興

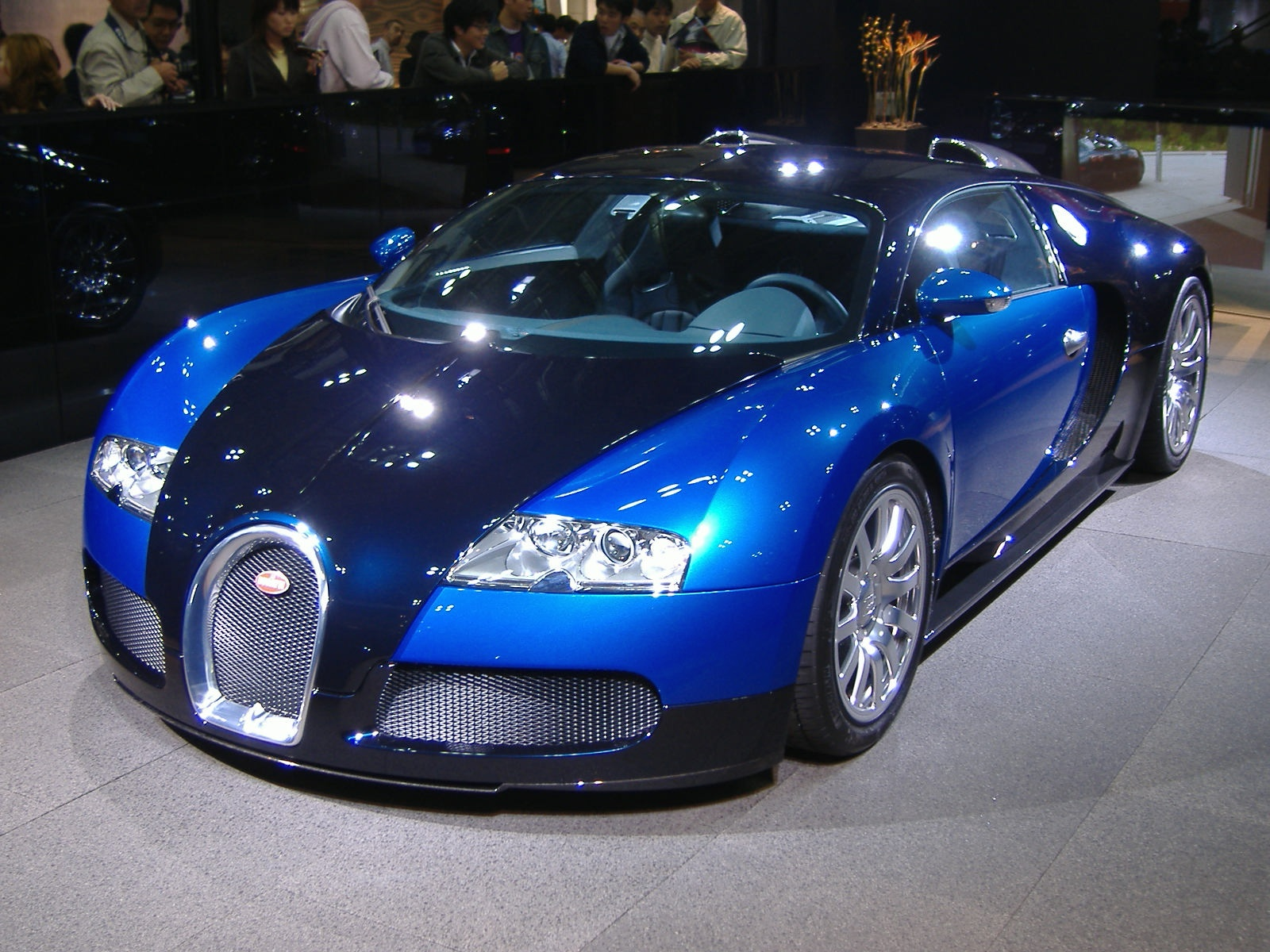
布加迪威龍16.4於東京。

大众汽车於1998年買下布加迪品牌和汽車製造權利。它們請義大利設計-喬治亞羅公司代工製造布加迪EB 118概念車，這是一部雙門GT車，搭載驚人的6.3升W型18缸引擎可輸出555匹馬力，而這也是大众第一次對外發表W型引擎科技，此車於同年巴黎車展展出。
在1999年布加迪EB 218概念車發表於日內瓦車展，同年布加迪18/3 Chiron在法蘭克福車展亮相。在東京車展上Bugatti Veyron 18.4展出，大众也預告這輛車將在幾年後量產。這些早期車款全都是搭載EB 118的W18自然進氣引擎。
大众於2000年成立Bugatti Automobiles SAS並且發表威龍16/4概念車，這是一台以威龍18/4外型為基礎，但動力單元改為8.0升W16引擎加上四個渦輪，廠方稱其可輸出1001匹馬力並達到時速406公里；其實時任大众集团總裁費迪南德·皮耶希一直想用自然進氣W18引擎做出超大馬力，但無奈輸出一直無法提升頂多做到620匹馬力，當時與迈凯伦F1（621匹馬力）之流匹敵的超600匹馬力跑車都已出現，法拉利的Enzo更是發表在即，布加迪想成就超大馬力，又要兼顧日常耐用度，只有加大排量，並加掛渦輪（令人意外的是，大众只縮減了兩個汽缸，但排量多了一公升餘，並掛了四個渦輪）。
威龍在當時是一台超越所有跑車的跑車，它如果量產就是史上馬力最大，極速最高，售價最貴的量產車。不過要製造這樣的車並不容易，重要的是要能上路，不能像個火箭。大众為了操控穩定，為其搭載了4Motion四輪傳動系統，並且將車重維持在兩噸左右，並沒有刻意減重（儘管如此，此車馬力重量比還是比驚人的1kg/hp還低一點），米其林還特別為此車研發一款可承受時速400公里的輪胎，煞車、傳動系和電子系統也都是強化版本。儘管如此威龍還是花了很久測試和改良，雖然原型車早在2000年就問世，但廠方到2005中才宣布投產，到了2005年底生產線才正式開動（工廠在大众於布加迪原生地莫尔塞姆所建造的）而準車主將會在2006年陸續交車。其實威龍會拖如此久才量產，多半是因為宣稱的406公里時速達成問題。在5年的測試過程中，此車可以輕易做出360km/h的極速，但想超越麥拉倫F1的386km/h和後來由科尼賽克CCR所創的388km/h之世界量產車紀錄。甚至到達400km/h的境界都是相當困難。其實在2005年威龍已在大众的超長直線測試跑道(長度有9公里)做出396km/h的佳績，雖然未達成407km/h的宣稱紀錄但稱霸量產車極速的意思到了，而且再不量產，研發和測試經費就會一直增加而拖累營運，因為自大众集团入主布加迪八年來，一台車也沒賣出過，所以廠方只得在2005年宣布量產。值得慶幸的是2005年底在一次於大众的超長直線測試跑道測出了高達408km/h的極速，不但達成宣告，更超越，成為世界最速量產車。威龍最後定名威龍16.4（16表示16缸，4表示四個渦輪增壓器），此車定價100萬歐元，確實是世上最貴的量產車，而車主訂車要先繳四分之一保證金。威龍16.4預計生產300台，廠方在賺到品牌重生後第一筆利潤後將會投入第二款車型的研發和測試。
所有威龍測試車都行駛過50000英里，足跡遍佈世界。
福斯集團在2016年3月1日在日內瓦車展發表了威龍的繼任車款布加迪奇龍，最大馬力提升至1500匹。幾年後再發表由奇龍衍生出來的Divo、La Voiture Noire和Centodieci。

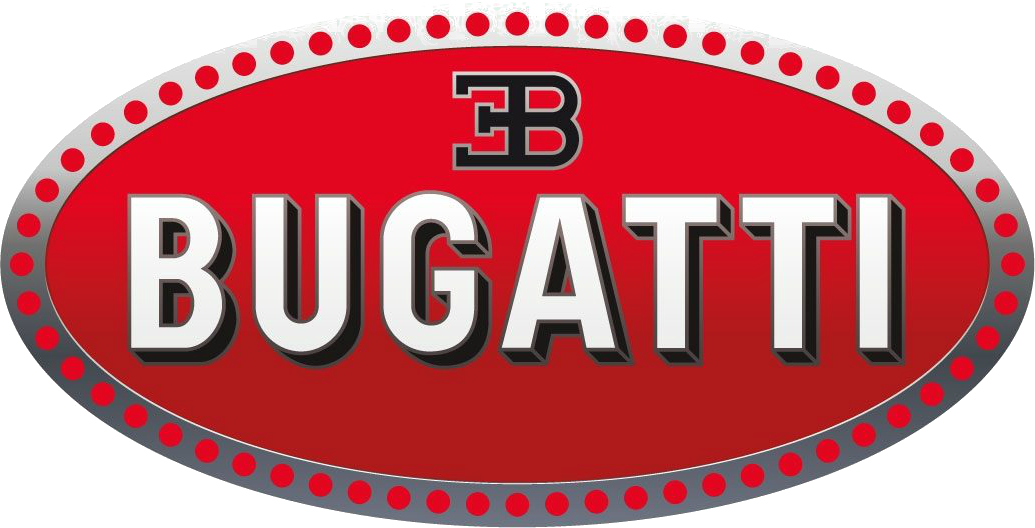
布加迪之前的标志。

2021年，福斯集團的保時捷與克羅埃西亞銳馬克汽車集團組成聯營，共同经营銳馬克汽車與布加迪，新公司名為「布加迪-銳馬克」（Bugatti-Rimac）。2024年發表了奇龍的繼任車款布加迪陀飛輪，以考斯沃斯研發的全新8.3升1000匹自然吸氣V16引擎與前軸上的兩個電動馬達和後軸上的一個電動馬達相結合，總輸出1800匹馬力。

## 旗下型號

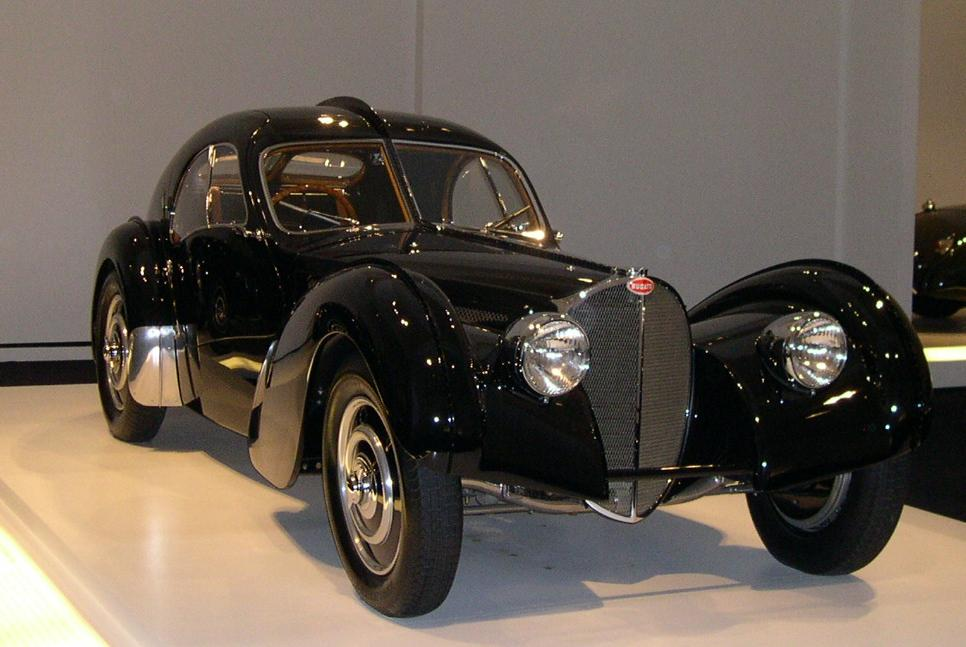
1938 Type 57SC Atlantic由Ralph Lauren收藏

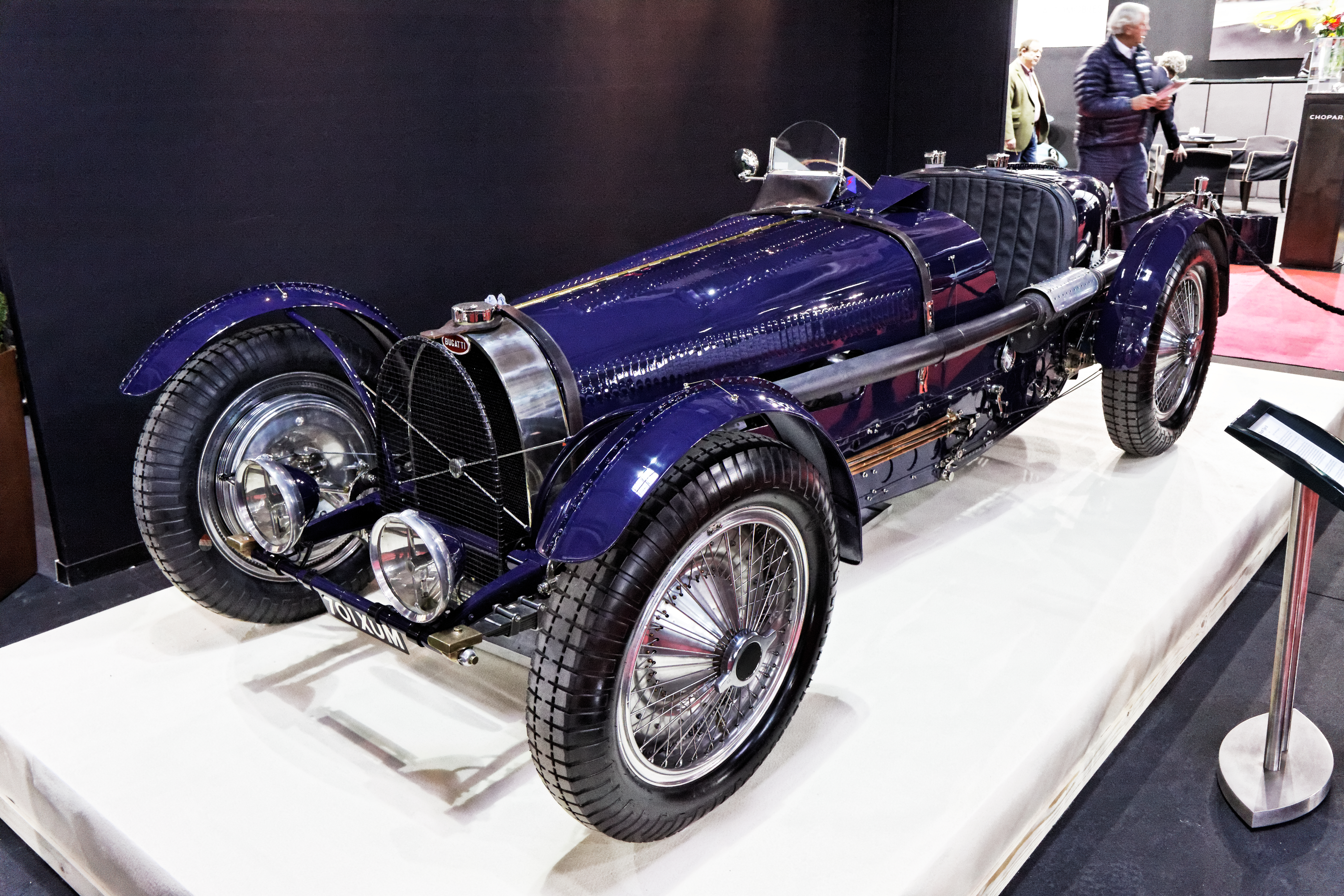
1933 Type 59 Grand Prix

在原創時期，每一型的布加迪車都只有少量生產，當時最著名的車款是Type 35 Grand Prix、大型房車 "Royale"、後繼車Type 57 "Atlantic"以及Type 55。

### 簽約設計
- - Prinetti & Stucchi
    - 1898 Type 1

  - Dietrich-Bugatti
    - 1902-1904 Type 3/4
    - 1903 Type 5/Hermes/6/7

  - Deutz Gasmotoren Fabrik
    - 1907 Type 8/9

  - 標誌
    - 1913-1916 Type 19 "Bébé"

### 原型車
- - 1900–1901 Type 2
  - 1903 Type 5
  - 1908 Type 10
  - 1925 Type 36
  - 1929–1930 Type 45/47
  - Type 56 (電動車)
  - 1939 Type 64 (雙門跑車)
  - 1943/1947 Type 73C

### 賽車
- - 1910–1914 Type 13/Type 15/17/22
  - 1922–1926 Type 29
  - 1923 Type 32 "Tank"
  - 1924-1930 Type 35/35A/35B/35T/35C/37/39
  - 1927-1930 Type 52 (布加迪為孩子設計的電動車)
  - 1936–1939 Type 57G "Tank"
  - 1937–1939 Type 50B
  - 1931–1936 Type 53
  - 1931–1936 Type 51/51A/54GP/59
  - 1955–1956 Type 251

### 量產車
- - 1912–1914 Type 18 "Garros"
  - 1913–1914 Type 23/Brescia Tourer (雙座敞篷車)
  - 1922–1934 Type 30/38/40/43/44/49(房車)
  - 1927–1933 Type 41 "Royale" (豪華房車)
  - 1929–1939 Type 46/50/50T (touring car)
  - 1932–1935 Type 55 (雙座敞篷車)
  - 1934–1940 Type 57/57S/Type 57SC (房車)
  - 在第二次世界大戰後，一部375 cc機械增壓的車原本要問世，但因為創辦人逝世，故取消。
  - 1951-1956 Type 101（雙門跑車）

## 賽事成就
布加迪在賽車的成就很高，在幾十年內獲得無數冠軍。Bugatti Type 10在第一次賽事上就贏得前四名。在1924年的Bugatti Type 35可謂布加迪史上最成功的賽車，它橫掃車壇，共贏得2000個大小不等的冠軍。布加迪贏得Targa Florio賽事1925年到1929年的冠軍. Louis Chiron是駕駛布加迪賽車登上頒獎台次数最多的車手，在日後并入大众集團的布加迪為紀念他推出了以他為名的概念車。布加迪最後的成就是1939年勒芒24小時耐久賽的冠軍由Jean-Pierre Wimille和Pierre Veyron在參賽資源不足的情況下奪得。
| 年度 | 賽事名稱           | 車手                                              | 車款      |
| ---- | ------------------ | ------------------------------------------------- | --------- |
| 1921 | Voiturettes大獎賽  | Ernest Friderich                                  |           |
| 1925 | Targa Florio       | Meo Constantini                                   | Type 35   |
| 1926 | 法國大獎賽         | Jules Goux                                        | Type 39 A |
| 1926 | 意大利大獎賽       | Louis Charavel                                    |           |
| 1926 | 西班牙大獎賽       | Meo Constantini                                   |           |
| 1926 | Targa Florio       | Meo Constantini                                   | Type 35 T |
| 1927 | Targa Florio       | Emilio Materassi                                  | Type 35 C |
| 1928 | 法國大獎賽         | William Grover-Williams                           | Type 35 C |
| 1928 | 意大利大獎賽       | Louis Chiron                                      |           |
| 1928 | 西班牙大獎賽       | Louis Chiron                                      |           |
| 1928 | Targa Florio       | Albert Divo                                       | Type 35 B |
| 1929 | 法國大獎賽         | William Grover-Williams                           | Type 35 B |
| 1929 | 德國大獎賽         | Louis Chiron                                      |           |
| 1929 | 西班牙大獎賽       | Louis Chiron                                      |           |
| 1929 | 摩納哥大獎賽       | William Grover-Williams                           |           |
| 1929 | Targa Florio       | Albert Divo                                       | Type 35 C |
| 1930 | 比利時大獎賽       | Louis Chiron                                      |           |
| 1930 | 捷克斯洛伐克大獎賽 | Heinrich-Joachim von Morgen和Hermann zu Leiningen |           |
| 1930 | 法國大獎賽         | Philippe Etancelin                                | Type 35 C |
| 1930 | 摩納哥大獎賽       | René Dreyfus                                      |           |
| 1931 | 比利時大獎賽       | William Grover-Williams和Caberto Conelli          |           |
| 1931 | 捷克斯洛伐克大獎賽 | Louis Chiron                                      |           |
| 1931 | 法國大獎賽         | Louis Chiron和Achille Varzi                       | Type 51   |
| 1931 | 摩納哥大獎賽       | Louis Chiron                                      |           |
| 1932 | 捷克斯洛伐克大獎賽 | Louis Chiron                                      |           |
| 1933 | 捷克斯洛伐克大獎賽 | Louis Chiron                                      |           |
| 1933 | 摩納哥大獎賽       | Achille Varzi                                     |           |
| 1934 | 比利時大獎賽       | René Dreyfus                                      |           |
| 1936 | 利曼24小時耐久賽   | Jean-Pierre Wimille和Raymond Sommer               | Type 57 G |
| 1937 | 利曼24小時耐久賽   | Jean-Pierre Wimille和Robert Benoist               | Type 57 G |
| 1939 | 利曼24小時耐久賽   | Jean-Pierre Wimille和Pierre Veyron                | Type 57 C |

## 原創終結
埃托雷·布加蒂（Ettore Bugatti）除了汽車之外，他也設計引擎驅動的火車名為Autorail以及小型飛機Model 100（不過他的飛機從沒飛過）。他的兒子Jean Bugatti於1939年8月因為在車廠附近試車發生車禍而去世，得年30。在那之後，布加迪的命運變得坎坷，第二次世界大戰期間，在莫尔塞姆的工廠被摧毀。後來布加迪原定計畫在巴黎近郊建立新廠並設計一系列的車款，可是創辦人Ettore Bugatti於1947年8月21日去世，車廠的營運也隨之結束。
在1950年代中Roland Bugatti希望藉由中置引擎的Type 251賽車回歸車市。他請來了同時為阿尔法·羅密歐、法拉利和玛莎拉蒂的設計師Gioacchino Colombo操刀，不過此車的原型車性能不如預期，所以最後決定不生產。
在1960年代Virgil Exner有意復興布加迪汽車，他當時在杜林汽車展上展出一台由Ghia設計外型而使用Bugatti Type 101底盤的車，但最後又告吹。期間布加迪仍然生產飛機零件，其飛機零件事業在1963年賣給了Hispano-Suiza（一家原為車廠後轉型成為飛機零件的供應商）。1968年，Hispano-Suiza被斯奈克瑪收購。1977年，斯奈克瑪收購Messier後，就與布加迪合併為Messier-Bugatti。

## 外部連結
- Bugatti （页面存档备份，存于）
- History and Picture Bugatti in Russian （页面存档备份，存于）